# Fiche d'appréciation
Une fiche d'appréciation ou d'appréciations est un formulaire utilisé pour recueillir l'avis d'une personne ou d'un groupe sur un service, une prestation. Ces appréciations sont décrites à travers des rubriques, questions et choix prédéfinis que l'utilisateur suit et complète éventuellement de ses remarques ou observations.
Une fiche d'appréciation est souvent utilisée en fin de stage ou d'emploi temporaire pour synthétiser le bilan du tuteur ou du responsable de l'employé. Outre des renseignements de base sur l'intéressé et l'emploi, le responsable doit généralement s'exprimer sur la qualité du travail, l'assiduité et la conscience professionnelle, la faculté d'adaptation et les aspects relationnels. À la suite d'une première exploitation par la gestion des ressources humaines, elle peut être archivée et être utilisée si son contenu présente à nouveau un intérêt pour l'organisme, notamment en cas d'embauche.